# Eusébio Cup de 2010
A Eusébio Cup 2010 foi a 3º edição da Eusébio Cup. Foi vencida pelo Tottenham, diante do anfitrião do torneio, o Benfica. Neste torneio, os ingleses orientados por Harry Redknapp tornaram-se na segunda equipa não-portuguesa, a par do Inter de Milão, a vencer o anfitrião e vencer o troféu. O Tottenham venceu esta edição da Eusébio Cup, graças a um golo de Bale à passagem do minuto 50.

## Detalhes do jogo
| 3 de Agosto de 2010 | Benfica | 0 – 1 | Tottenham Hotspur | Estádio da Luz, Lisboa |
|                     |         |       | Bale 55'          | Árbitro: Pedro Proença |

| Benfica | Tottenham Hotspur |

| BENFICA:    |    |                |
|             |    |                |
| GR          | 12 | Roberto        |
| D           | 5  | Rúben Amorim   |
| D           | 23 | David Luiz     |
| D           | 4  | Luisão (c)     |
| D           | 18 | Fábio Coentrão |
| M           | 2  | Airton         |
| M           | 10 | Pablo Aimar    |
| M           | 17 | Carlos Martins |
| A           | 11 | Jara           |
| A           | 30 | Saviola        |
| A           | 7  | Cardozo        |
| Treinador:  |    |                |
| Jorge Jesus |    |                |

| TOTTENHAM HOTSPUR: |    |                    |
|                    |    |                    |
| GR                 | 1  | Gomes              |
| D                  | 28 | Kyle Walker        |
| D                  | 20 | Dawson             |
| D                  | 22 | Ćorluka            |
| D                  | 3  | Bale               |
| M                  | 6  | Huddlestone        |
| M                  | 7  | Lennon             |
| M                  | 8  | Jenas              |
| M                  | 14 | Modrić             |
| A                  | 17 | Giovani dos Santos |
| A                  | 15 | Crouch (c)         |
| Treinador:         |    |                    |
| Harry Redknapp     |    |                    |

| Eusébio Cup Campeão 2010    |
| --------------------------- |
| Inglaterra                  |
| Tottenham Hotspur 1º Título |